# Das Tal der Puppen
Das Tal der Puppen (Originaltitel: Valley of the Dolls) ist ein amerikanisches Filmdrama des Regisseurs Mark Robson aus dem Jahr 1967, das auf dem gleichnamigen Bestseller von Jacqueline Susann basiert. Er handelt vom Aufstieg, dem Medikamentenmissbrauch und dem tiefen Fall dreier junger Frauen in Hollywood.

## Handlung
Die Handlung basiert weitgehend auf dem gleichnamigen Roman, allerdings wurden Handlungen komprimiert bzw. weggelassen, und der Schluss wurde verändert. Die zwanzigjährige Anne Welles verlässt New England, um in New York City Karriere zu machen. Zuerst reicht es aber nur zur Sekretärin eines Rechtsanwalts. Sie verliebt sich in seinen Compagnon, wird aber im weiteren Verlauf von ihm verletzt. Nachdem sich ihre Wege getrennt haben, erlangt sie doch noch Berühmtheit als Fotomodell.
Neely O’Hara ist eine Sängerin mit großem Talent. Ihre Karriere wird jedoch durch Intrigen fürs Erste verhindert. Nach einem Auftritt im Radio kommt sie aber zu dem lange ersehnten Ruhm. Doch der Erfolg verändert sie, und sie verliert alle, die ihr nahestanden. Um dem Druck weiter standzuhalten, hat sie ihre „Puppen“ (Slang für Barbiturate aus dem Englischen "Doll" abgeleitet von "Barbie", Abkürzung von "Barbiturate"). Von ihrer Freundin Anne wird sie schließlich überzeugt, sich in eine Entzugsklinik einweisen zu lassen.
Jennifer North arbeitet auf der Bühne und leidet darunter, dass die Leute sie aufgrund ihrer Schönheit nicht ernst nehmen. Sie lernt den Sänger Tony Polar kennen. Im Laufe ihrer Beziehung wird sie von dessen Schwester unterdrückt, die schon damals gegen die Hochzeit war und das Vermögen der beiden verwaltet. Als Tony einen Anfall erleidet, erfährt Jennifer, dass er unheilbar krank ist. Zusammen mit ihrer Schwägerin weist sie ihn in eine Klinik ein. Das ersparte Geld reicht nicht lange, und so macht die Schwägerin Jennifer mit einem französischen Filmemacher bekannt. Ihre Porno-Karriere beginnt. Als Tonys Zustand sich immer mehr verschlechtert und Jennifer erfährt, dass sie Brustkrebs hat, macht sie ihrem Leben mit den titelgebenden „Puppen“ ein Ende.
Anne kehrt in ihre Heimatstadt Lawrenceville zurück und lebt bei ihrer Tante Amy. Lyon folgt Anne nach Neuengland und bittet sie, ihn zu heiraten. Sie lehnt sein Angebot ab und bleibt glücklich ledig und unabhängig.

## Trivia
Die Autorin der Romanvorlage, Jacqueline Susann, hatte einen Cameo-Auftritt als Reporterin. Der Film war 1968 für einen Oscar in der Kategorie Beste Filmmusik nominiert. Sharon Tate erhielt im selben Jahr eine Golden-Globe-Nominierung als Beste Nachwuchsdarstellerin. Die Rolle der Helen Lawson sollte ursprünglich von Judy Garland (die als Vorlage Neely O’Hara diente) gespielt werden, nach ersten Probeaufnahmen zeigte sich jedoch, dass sie gesundheitlich nicht in der Lage war, die Dreharbeiten zu bewältigen.

## Kritiken
„Kolportagehafte Bestseller-Verfilmung, unübersichtlich und melodramatisch. Die Kritik am Show-Gewerbe bleibt in den Ansätzen stecken.“

„Die Kritik [des Films am Showgeschäft] kommt nicht über Ansätze hinaus und wirkt verschwommen und unklar.“

## Auszeichnungen
- Der Film war 1968 für einen Oscar in der Kategorie Beste Filmmusik nominiert.
- Sharon Tate erhielt im selben Jahr eine Golden-Globe-Nominierung als Beste Nachwuchsdarstellerin.
- André Previn wurde für die beste Filmmusik für einen Grammy nominiert.

## Neuverfilmung
1981 wurde unter dem Titel Das Tal der Puppen (Jacqueline Susann’s Valley of the Dolls) ein Remake für das Fernsehen inszeniert. In den Hauptrollen sind u. a. Catherine Hicks und Lisa Hartman zu sehen.